# Москит (БПЛА)
«Москит» — белорусский беспилотный летательный аппарат, разработанный Научно-производственным центром многофункциональных беспилотных комплексов НАН РБ, компанией «Hydromania» и Военной академией.

## История
В 2008 году Юрий Яцына, будущий директор Научно-производственного центра многофункциональных беспилотных комплексов, вместе с тремя единомышленниками предложил руководству Национальной академии наук Беларуси начать разработку проекта беспилотника. Спустя всего год совместной работы со специалистами Военной академии появился первый летающий образец — «Стриж». Специалисты показали наработки президенту Беларуси Александру Лукашенко. После встречи глава государства постановил руководству академии наук выделить средства на реализацию первого проекта.
Летом 2009 года в небо под Минском прошёл первый полёт «Стрижа». При испытаниях были выявлены серьёзные недостатки, которые потребовали переработки дрона. Впоследствии, как усовершенствованный вариант «Стрижа», возник проект «Москит». К работе присоединилась компания «Hydromania», которая участвовала в проектировании конструкции, изготовлении и сборки планеров.

## Характеристики
Масса корпуса планера – 0,5 кг, всего аппарата — 2,47 кг, масса полезной нагрузки — 0,35 кг, время полёта — 45 минут, тактический радиус — 12,5 км, максимальная скорость — 120 км/ч, максимальная высота — 3 км.

## Эксплуатанты
- Беларусь
  -  Вооружённые силы
    -  927-й центр подготовки и применения беспилотных авиационных комплексов[4]